# Марафон памяти Василия Слипака
«W LIVE. Тихие дни любви и музыка мира» — открытый международный музыкальный марафон памяти оперного певца, Героя Украины Василия Слипака.

## История
Первый международный музыкальный марафон «W LIVE. Тихие дни любви и музыка мира» состоялся во Львове с 29 июня по 1 июля 2017 года и был посвящен памяти украинского оперного певца Василия Слипака, который погиб 29 июня 2016 года во время вооружённого конфликта на востоке Украины..
Марафон организован по инициативе брата Ореста Слипака, а также известных музыкантов и артистов Львова, Парижа. Организаторами являются управление культуры департамента развития Львовского городского совета, департамент по вопросам культуры, национальностей и религий Львовской областной государственной администрации, коммунальное учреждение Львовского областного совета «Львовская областная филармония», Международная благотворительная организация «Фонд Василия Слипака» и Львовская государственная академическая мужская хоровая капелла «Дударик».
События происходили в течение трех дней в разных локациях и объединили в себе хоровую, фортепианную и оперную музыку. Каждый день марафона посвящен отдельному музыкальному искусству: хоровой, фортепианной и оперной музыке. Все локации, где звучала музыка, связанные с жизнью и творчеством Василия Слипака.
Отдельным событием был показ рабочей версии полнометражного документального фильма «Миф», который рассказывает о жизни и смерти Василия Слипака, о его учителях. Также прошла конференция «Василий Слипак и украинская диаспора: несыгранная роль» с участием историков, искусствоведов и композиторов.
Во Львовской государственной хоровой школе «Дударик» им. М. Кацала состоялся хоровой марафон «От учителя к ученику» памяти Николая Кацала, с участием мужского ансамбля «Kalophonia», Львовского городского мужского хора «Гомин», Львовской государственной академической мужской хоровой капеллы «Дударик».
В рамках фортепианного марафона звучали произведения Валентина Сильвестрова в исполнении А.Зайцева и Д.Таванец, фортепианный дуэт «Kiev Piano Duo» (Киев) и другие исполнители, в том числе из Франции и Польши.
Оперный марафон начался в Итальянском дворике Львовского исторического музея, продолжился во дворце Потоцких и завершился во Львовской филармонии гала-концертом.